# Irv Rothenberg
Irwin Paul "Irv" Rothenberg (n. 31 de diciembre de 1921; Nueva York, Nueva York - f.18 de julio de 2009; Palm Beach, Florida) fue un jugador de baloncesto estadounidense que disputó tres temporadas en la BAA, además de jugar en la ABL. De padre rumano y madre rusa, con 2,01 metros de estatura, jugaba en la posición de pívot.

## Trayectoria deportiva

### Universidad
Jugó durante tres temporadas en los Blackbirds de la Universidad de Long Island, siendo en la última de ellas el tercer mejor anotador de su equipo, a pesar de jugar sólo 12 de 15 partidos.

### Profesional
Tras dejar la universidad, comenzó su andadura profesional con los Philadelphia Sphas de la ABL, donde jugó una temporada, promediando 3,7 puntos por partido, y consiguiendo además el título de campeón. Al año siguiente jugó con los New York Gothams, promediando 6,0 puntos por partido.
En 1946 fichó por los Cleveland Rebels de la recién creada BAA, jugando una temporada en la que promedió 3,5 puntos por partido. de donde pasó esa misma temporada a Baltimore Bullets, quienes a su vez lo traspasaron a St. Louis Bombers a cambio de Grady Lewis. Allí acabó la temporada promediando 7,8 puntos por partido.
Al año siguiente es traspasado a los New York Knicks, donde promedia 5,9 puntos y 1,3 asistencias por partido. En 1949 regresaría a la ABL, jugando dos temporadas con los Paterson Crescents, donde acabaría en ambas entre los 10 mejores anotadores de la competición, promediando 14,2 y 13,6 puntos por partido respectivamente.

#### Estadísticas en la BAA

##### Temporada regular
| Temporada | Edad | Equipo              | Liga | P   | TIT | MIN | TC  | TCA | %TC  | 3P | 3PA | %3P | TL  | TLA | %TL  | R.OF. | R.DEF. | REB | ASIS | ROB | TAP | PER | FP  | PTS |
| 1946-47   | 25   | Cleveland Rebels    | BAA  | 29  |     |     | 1.2 | 5.8 | .216 |    |     |     | 1.0 | 1.9 | .556 |       |        |     | 0.5  |     |     |     | 2.1 | 3.5 |
| 1947-48   | 26   | TOTAL               | BAA  | 49  |     |     | 2.1 | 7.4 | .283 |    |     |     | 1.8 | 3.1 | .580 |       |        |     | 0.1  |     |     |     | 2.3 | 6.0 |
| 1947-48   | 26   | Washington Capitols | BAA  | 11  |     |     | 1.4 | 5.5 | .250 |    |     |     | 1.5 | 1.9 | .762 |       |        |     | 0.1  |     |     |     | 2.0 | 4.2 |
| 1947-48   | 26   | Baltimore Bullets   | BAA  | 14  |     |     | 1.8 | 6.1 | .291 |    |     |     | 0.8 | 1.6 | .478 |       |        |     | 0.1  |     |     |     | 1.7 | 4.4 |
| 1947-48   | 26   | St. Louis Bombers   | BAA  | 24  |     |     | 2.6 | 9.1 | .289 |    |     |     | 2.5 | 4.4 | .566 |       |        |     | 0.2  |     |     |     | 2.9 | 7.8 |
| 1948-49   | 27   | New York Knicks     | BAA  | 53  |     |     | 1.9 | 6.9 | .275 |    |     |     | 2.1 | 3.3 | .644 |       |        |     | 1.3  |     |     |     | 3.3 | 5.9 |
| Total     |      |                     | BAA  | 131 |     |     | 1.8 | 6.9 | .267 |    |     |     | 1.7 | 2.9 | .606 |       |        |     | 0.7  |     |     |     | 2.7 | 5.4 |

##### Playoffs
| Temp.   | Edad | Equipo            | Liga | P  | MIN | TCA | TC | 3PA | 3P | TLA | TL | R.OF. | REB | ASIS | ROB | TAP | PER | FP | PTS | %TC  | %3P | %FT  | MIN | PTS | REB | AST |
| 1947-48 | 26   | St. Louis Bombers | BAA  | 5  |     | 5   | 34 |     |    | 4   | 7  |       |     | 0    |     |     |     | 9  | 14  | .147 |     | .571 |     | 2.8 |     | 0.0 |
| 1948-49 | 27   | New York Knicks   | BAA  | 6  |     | 4   | 19 |     |    | 2   | 10 |       |     | 2    |     |     |     | 12 | 10  | .211 |     | .200 |     | 1.7 |     | 0.3 |
| Total   |      |                   | BAA  | 11 |     | 9   | 53 |     |    | 6   | 17 |       |     | 2    |     |     |     | 21 | 24  | .170 |     | .353 |     | 2.2 |     | 0.2 |